# Maspalomas Challenger
Il Maspalomas Challenger, noto come eó Hotels Maspalomas Challenger per ragioni di sponsorizzazione, è un torneo professionistico di tennis facente parte dell'ATP Challenger Tour. Inaugurato nel 2022, si gioca sui campi in terra rossa del Club Conde Jackson Tennis a Maspalomas, località spagnola del comune di San Bartolomé de Tirajana nell'isola di Gran Canaria, in Spagna.

## Albo d'oro

### Singolare
| Anno | Campione       | Finalista         | Punteggio     |
| ---- | -------------- | ----------------- | ------------- |
| 2023 | Pedro Martínez | Kilian Feldbausch | 6–4, 4–6, 6–3 |
| 2022 | Dušan Lajović  | Steven Diez       | 6–1, 6–4      |

### Doppio
| Anno | Campioni                   | Finalisti                             | Punteggio        |
| ---- | -------------------------- | ------------------------------------- | ---------------- |
| 2023 | Scott Duncan Marcus Willis | Théo Arribagé Sadio Doumbia           | 7–6(5), 6–4      |
| 2022 | Evan King Reese Stalder    | Marco Bortolotti Sergio Martos Gornés | 6–3, 5–7, [11–9] |